# Єрмошиха
Єрмоши́ха (рос. Ермошиха) — село у складі Локтівського району Алтайського краю, Росія. Адміністративний центр та єдиний населений пункт Єрмошихинської сільської ради.

## Населення
Населення — 225 осіб (2010; 248 у 2002).
Національний склад (станом на 2002 рік):
- росіяни — 96 %